# ZoomText
ZoomText je softwarová lupa pro operační systém Microsoft Windows, vyvinutá původně společností AiSquared, která se spojila se společnosti Freedom Scientific v roce 2016. ZoomText je asistivní speciální software pro zpřístupnění a usnadnění práce zrakově postižených na počítači (PC, noteboocích, případně nově i tabletech s Windows). První verze ZoomTextu sloužila v operačním systému DOS už v roce 1988 a první verze pro Windows byla vydána v roce 1991. V ČR se v této době v DOS využívala Lupa – software Martina Šmída a další DOS screen readery (KUK, HW karty Beta, Spektra ....) a později i LP DOS a s příchodem Windows 3.1 a Windows 95 LP Win. ZoomText přichází do ČR až ve verzi 6.1. Aktuálně je ZoomText k dispozici ve dvou vydáních: ZoomText Lupa (Magnifier) a ZoomText Lupa / Čtečka (Magnifier / Reader). Tato druhá varianta obsahuje hlasovou podporu (ne plnohodnotnou čtečku obrazovky). Nejnovější verzí ZoomTextu je ZoomText 2024, který společnost Freedom Scientific vydala v listopadu 2023.

## Pro koho je software vhodný
ZoomText je asistivní software určený těžce slabozrakým (visus 3/60 až 1/60) lidem a lidem s praktickou nevidomostí (visus >1/60, 0,10) se zrakovými poruchami, jako je např. makulární degenerace (výpadky nebo zúžení zorného pole), barvoslepost (neschopnost rozlišovat některé barvy), světloplachost (anyridia apod.) a glaukom (zelený zákal, problémy s nitroočním tlakem a s tím spojené problémy se sníženým visem). Pokud chce nebo potřebuje uživatel využívat i hlasovou podporu (synthetický hlas), tak je samozřejmě důležité, aby tomuto hlasu rozuměl, nebyl příliš nedoslýchavý (s nějakou poruchou sluchu)... 

## Čím ZoomText pomáhá
Poskytuje zvětšení obrazovky operačního systému i drtivé většiny aplikací. Důležité však je, aby byly tyto aplikace podporovány, tj. aby např. ZoomText uměl sledovat různé typy kurzorů: editační, buňkový v tabulkovém procesoru, kurzor v menu a v dialogových oknech, pokud se uživatel pohybuje tabulátorem po jednotlivých ovládacích prvcích dialogového okna, sledoval myší kurzor... Takovými kancelářskými aplikacemi jsou kancelářské balíky MS Office (není to samozřejmost, např. není tomu tak např. v Libre Office). Umožňuje tedy zrakově postiženým bez obtíží pracovat s běžnými kancelářskými dokumenty, e-maily a internetem. 

### ZoomText a zvětšení na displeji počítače
ZoomText podporuje práci na dvou displejích, umožňuje využívat dotykové monitory, hlasové příkazy (pouze v anglických Windows s pomocí technologie rozpoznání řeči Cortana). Zoomtext je schopen zvětšit obraz na displeji až šedesátkrát (prakticky využitelné jen asi do maximálně sedminásobného zvětšení). Umožňuje uživateli zvolit, která část obrazovky se zvětší: nejčastěji využívají uživatelé celoobrazovkové zvětšení – zvětšený obraz je na celé obrazovce, tj. uživatel vidí jen část obrazovky. Komu by tohle vadilo, neměl by přehled, kde na obrazovce právě pracuje, slouží režim rozdělené obrazovky na zvětšenou a nezvětšenou. Je možné využívat i pohybující se lupu – zvětšený čtverec nebo obdélník. Je možné si zvětšit i zvolit pevnou oblast obrazovky, např. na místě, které je třeba v aplikaci nebo v operačním systému stále sledovat. ZoomText lze kombinovat se speciální zvětšovací TV kamerou, tj. kamerou, která formou malého televizního okruhu zvětšuje např. předlohu položenou na podložce pod kamerou a umožňuje tak uživateli opisovat, pracovat s papírovým dokumentem, pokud s ním nemůže jinak pracovat (zrakem, za podpory optiky). Čitelnost textu i při velkém zvětšení je velmi dobrá díky vyhlazování fontů. ZoomText využívá vektorové překreslování obrazovky, na rozdíl od zvětšení lupou ve Windows, u kterého jde o bitmapové zvětšení (velké zvětšení křivek může vyvolávat kostičkování, ne rovnou linii). 

### Některé speciální funkce Zvětšovače
Funkce zvětšení umožňuje i volby barevných schémat (filtrů barev, např. negativ, v opačném jasu (světlé barvy jsou tmavé a naopak, bílá je černá a černá bílou – doplňkové barvy) a další barevná schémata vhodná pro barvoslepé) dovolují využívat práci na počítači takto postiženým lidem bez oslnění světlého pozadí obrazovky nebo nerozlišování některých barev. 
Program umožňuje zvýraznit různými způsoby různé typy kurzorů (myš. editační kurzor, aplikační kurzor v menu nebo v dialogových oknech). 

### Speciální nástroj Vyhledávání
Speciálním nástrojem Vyhledávání poskytuje program vylepšené možnosti navigace, které uživateli pomáhají vyhledat a spouštět programy z Plochy Windows, vyhledávat dokumenty ve složkách, vyhledávat textové řetězce na webových stránkách, včetně odkazů, ty z tohoto okna odbavovat, číst od tohoto místa dál, vyhledat oblasti na webových stránkách, formuláře a další formulářové prvky jako seznamy apod. Tento nástroj je však z uživatelského hlediska trochu neobratný a potřeboval by revizi a zdokonalení. 

### Usnadnění práce s internetem ve webových prohlížečích
Podporuje práci v internetových prohlížečích Chrome (včetně chytrého invertování barev obrázků – doplněk Smart Invert: při jiném než pozitivním barevném schématu dokáže zobrazit většinu obrázků, případně i některá videa, v pozitivních původních barvách), Mozilla FireFox, Edge a nově i Opera a další browsery založené na jádru Chromium. Na webových stránkách umožňuje definovat oblasti, které mají být při příštím otevření konkrétní stránky přečteny automaticky nebo po stisku klávesové zkratky. Problémem je však častá změna webových stránek.

### Jaké nástroje umožňují zrakově postiženým plynulé čtení delšího textu
Většina slabozrakých uživatelů nepotřebuje plnou hlasovou podporu, tedy aby ZoomText četl všechno přes co přijde kurzor (myší, menu, z klávesnice, editační), ale stačí jim, že jim ZoomText pomůže přečíst delší texty. K tomu slouží nástroje AppReader pro čtení textových dokumentů, ale i textů na webových stránkách nebo mailů. Obdobou je DocReader – např. text z webové stránky je zobrazen ve speciálním okně s výrazným kontrastním zobrazením podle potřeb uživatele. Pokud tento nástroj někde selže, může uživatel využít nástroje Čtení na pozadí – vybere text, klávesovou zkratkou ho sejme a přesune do speciálního přehrávače s velkými ovládacími prvky, kde si ho může přečíst (přehrát), text přitom není vidět, ale uživatel si může např. prohlížet při čtení obrázky.
Pokud ZoomText nepřečte nějakou hlášku nebo okno s dotazem z operačního systému nebo aplikace, může uživatel využít nástroje Řekni to, který text v oznamovacím okně přečte.
Text je možné číst i za pomocí zapnuté zvukové myši – na co uživatel ukáže myší, to je přečteno. Každému však vyhovuje něco jiného.
ZoomText umí také převádět text pomocí technologie TTS (text to speech) do souborů wav nebo wma. Pokud si jako cílové umístění vyberete iTunes nebo Windows Media Player, budou nahrávky umístěny do playlistu „ZoomText – Záznamník". Při použití iTunes mohou být vaše nahrávky automaticky synchronizovány, jakmile je připojen iPod, iPhone nebo jiné „iZařízení“.

### Odečítač obrazovky
ZoomText umožňuje jen hlasovou podporu podle nastavení, není plnohodnotným screen readerem, sofistikovaným softwarem, který využívají nevidomí. Znamená to tolik, že většinu položek a objektů přečte, ale ne všechny a ne všechno a nemá tolik funkcí, jak je vyčíst. Na této úrovni by se softwarem uživatel spoléhající především na hlasový výstup nemohl plnohodnotně pracovat. Lze ho však doplnit screen readerem od stejné firmy Freedom Scientific JAWS. Tato kombinace je vhodná pro uživatele s velmi slabým zrakem, prakticky nevidomé, kteří se spoléhají spíše na hlasové informace (hlasový výstup) než na zvětšený obraz. Verze ZoomText Fussion, v které je JAWS už integrovaný, se prodává jen v USA, nedodává se do ČR.   
Vzhledem k vysoké ceně tohoto řešení je možné využívat kombinaci ZoomTextu a freewarového programu NVDA, ale problémem je, že nedochází k plné synchronizaci sledování kurzorů u obou softwarů – NVDA čte něco jiného, než zvětšuje ZoomText, zvětšený obraz je někde jinde.  

### Hlasové synthézy pro ZoomText
ZoomText využívá „své" hlasové synthézy v různých národních jazycích (ZoomText umožňuje stáhnout nejen české hlasy, ale i slovenské a dalších mnoha světových jazyků), včetně češtiny a slovenštiny, hlasy od značek Eloquens nebo Vocalizer. Mimo ZoomText (v jiných aplikacích, např. Balabolce) nelze tyto instalované hlasové synthézy použít – nejde o hlasy SAPI. Naopak hlasové synthézy z operačního systému Windows nejdou zvolit v ZoomTextu (pokud uživatel neupraví registry Windows – pokud uživatel ví, jak na to nebo si k tomu nestáhnete příslušný klíč registrů od třetích stran). Pokud si ovšem zakoupí navíc hlasy SAPI 5, jako např. ACapella (hlas Eliška) nebo Kobo hlasy, může je uživatel zvolit i v ZoomTextu nebo jiných aplikacích.  

## Vývoj, pořízení, technická podpora, licencování ... konkurence
ZoomText byl vyráběn a vyvíjen společností AiSquared se sídlem ve Vermontu v USA až do roku 2016. Po té došlo k sloučení firem AiSqared a Freedom Scientific, která vyvíjela screen reader JAWS a podobný produkt jako je ZoomText – Magic, který se tímto přestál dále vyvíjet. Část firmy, zabývající se vývojem ZoomTextu se přechodně jmenovala Vispero a VFO. Produkt je vyvíjen již více než 25 let a v současné době je k dispozici ve více než 20 jazykových verzích. Společným úsilím došlo k spojení obou programů do verze ZoomTextu Fussion (zvětšovací engine ZoomTextu a engine screen readeru JAWS), který se však pro Českou republiku nedodává, ale lze ho plnohodnotně nahradit zakoupením obou softwarů samostatně, tj. ZoomTextu Zvětšovač + JAWS stejné verze.
Na nákup tohoto softwaru může zrakově postižený v ČR požádat o příspěvek Úřad práce, který mu při splnění podmínek § 329/2011 Sb. poskytnout finanční příspěvek na zakoupení digitální televizní lupy (s hlasovým výstupem, kvalitního PC vč. ZoomTextu) nebo digitálního záznamníku pro nevidomé (notebook nebo tablet s Windows, včetně ZoomTextu). Žadatel získá 5 aktualizací, resp. licenci + 4 roční aktualizace v případě prvního zakoupení, což je doba, po které si může zrakově postižený požádat o další příspěvek na pomůcku. Aktualizace asistivního softwaru je velmi důležitá, aby kompenzační pomůcka plnohodnotně fungovala.
ZoomText má tři autorizační značky (lze ho instalovat maximálně na 3 zařízení). Autorizační značky jsou kontrolovány po internetu. Značky však nelze z uživatelského rozhraní odebrat – muselo by se o to požádat firmy. Proto je někdy výhodnější zakoupení ZoomTextu s autorizací pomocí dongle – hardwarového klíče, který musí být v okamžiku startu ZoomTextu v USB. ZoomText musí být nainstalován na počítači (na rozdíl od podobného softwaru Supernova firmy Dolphin, který se spouští z tohoto média). ZoomText je takto omezeně přenosný mezi různými počítači. Může takto pomoci studentům, lidem, kteří najdou zaměstnání, ale nemají jistotu, zda se v zaměstnání udrží, a proto mohou využít této přenosné verze, aniž by přišli o autorizační značku v případě, že by ze zaměstnání museli odejít. Zaměstnavatel však musí souhlasit s instalací ZoomTextu na jeho počítač, s kterým bude zaměstnanec na pracovišti pracovat.
Jediným podobným konkurenčním softwarem na českém trhu je Supernova Zvětšovač / Zvětšovač s hlasovou podporou / Screen Reader od britské firmy Dolphin.

## Historie ZoomTextu
ZoomText v ČR nahradil zvětšovací program LP DOS a LP Win. Dostupné verze v ČR:
- Verze 6.1, 6.2, 7 – pro Windows (verze ? zřejmě už XP)
- Verze 8 pro Windows XP
- Verze 9 a 9.1 pro Windows XP,[2] ve verzi 9.1 je poprvé podporován jiný prohlížeč než jen IE, konkrétně Mozilla Firefox
- Verze 10.1 (přechodná verze), pro Windows 7 a v jiné variantě i pro Windows 8 a později Windows 10
- Verze 11 byla vydána v roce 2017 pro Windows 10
- Verze 2018 byla vydána počátkem roku 2018, přechod na nové číslování každoročních aktualizací a změna aktivace produktu (identifikace číslem a na serveru vývojáře)
- Verze 2019 byla vydána koncem roku 2018
- Verze 2020 byla vydána koncem roku 2019
- Verze 2021 byla vydána koncem roku 2020
- Verze 2022 byla vydána koncem roku 2021
- Verze 2022.2202.36 už podporuje Windows 11, vydána v únoru 2022

Placené aktualizace jednou ročně, v rámci placené verze dvě velké aktualizace – na jaře a na podzim, někdy častěji, původní text uvádí 4–6 týdnů, ale bývá to méně často. Aktualizace ZoomTextu provází většinou větší aktualizace operačního systému Windows. 